# کونویدی
کونویدی (به چکی: Konojedy) یک منطقهٔ مسکونی در جمهوری چک است که در ناحیه پراگ-شرق واقع شده‌است. کونویدی ۵٫۱۲ کیلومتر مربع مساحت و ۲۴۰ نفر جمعیت دارد و ۴۰۶ متر بالاتر از سطح دریا واقع شده‌است.